# Nastri d'argento 1966
Els Nastri d'argento 1966 foren la 21a edició de l'entrega dels premis Nastro d'Argento (Cinta de plata) que va tenir lloc el 1966.

## Guanyadors

### Productor de la millor pel·lícula
- Marco Vicario - Sette uomini d'oro
- Enzo Doria - I pugni in tasca

### Millor director
- Antonio Pietrangeli - Io la conoscevo bene
- Marco Bellocchio - I pugni in tasca
- Federico Fellini - Giulietta degli spiriti

### Millor argument original
- Marco Bellocchio - I pugni in tasca
- Ruggero Maccari, Ettore Scola i Antonio Pietrangeli - Io la conoscevo bene
- Marco Vicario - Sette uomini d'oro

### Millor guió
- Ruggero Maccari, Ettore Scola i Antonio Pietrangeli - Io la conoscevo bene
- Marco Bellocchio - I pugni in tasca
- Suso Cecchi D'Amico, Enrico Medioli, Luchino Visconti - Vaghe stelle dell'Orsa

### Millor actor protagonista
- Nino Manfredi - Questa volta parliamo di uomini
- Marcello Mastroianni - La decima vittima

### Millor actriu protagonista
- Giovanna Ralli - La fuga
- Rosanna Schiaffino - La mandragola
- Giulietta Masina - Giulietta degli spiriti

### Millor actriu no protagonista
- Sandra Milo - Giulietta degli spiriti
- Anna Magnani - Made in Italy

### Millor actor no protagonista
- Ugo Tognazzi - Io la conoscevo bene
- Totò - La mandragola
- Romolo Valli - La mandragola

### Millor banda sonora
- Armando Trovajoli - Sette uomini d'oro

### Millor fotografia en blanc i negre
- Armando Nannuzzi - Vaghe stelle dell'Orsa

### Millor fotografia en color
- Gianni Di Venanzo (alla memoria) - Giulietta degli spiriti

### Millor vestuari
- Piero Gherardi - Giulietta degli spiriti

### Millor escenografia
- Piero Gherardi - Giulietta degli spiriti

### Millor pel·lícula estrangera
- Joseph Losey - El servent (The Servant)